# 开普褶皱带

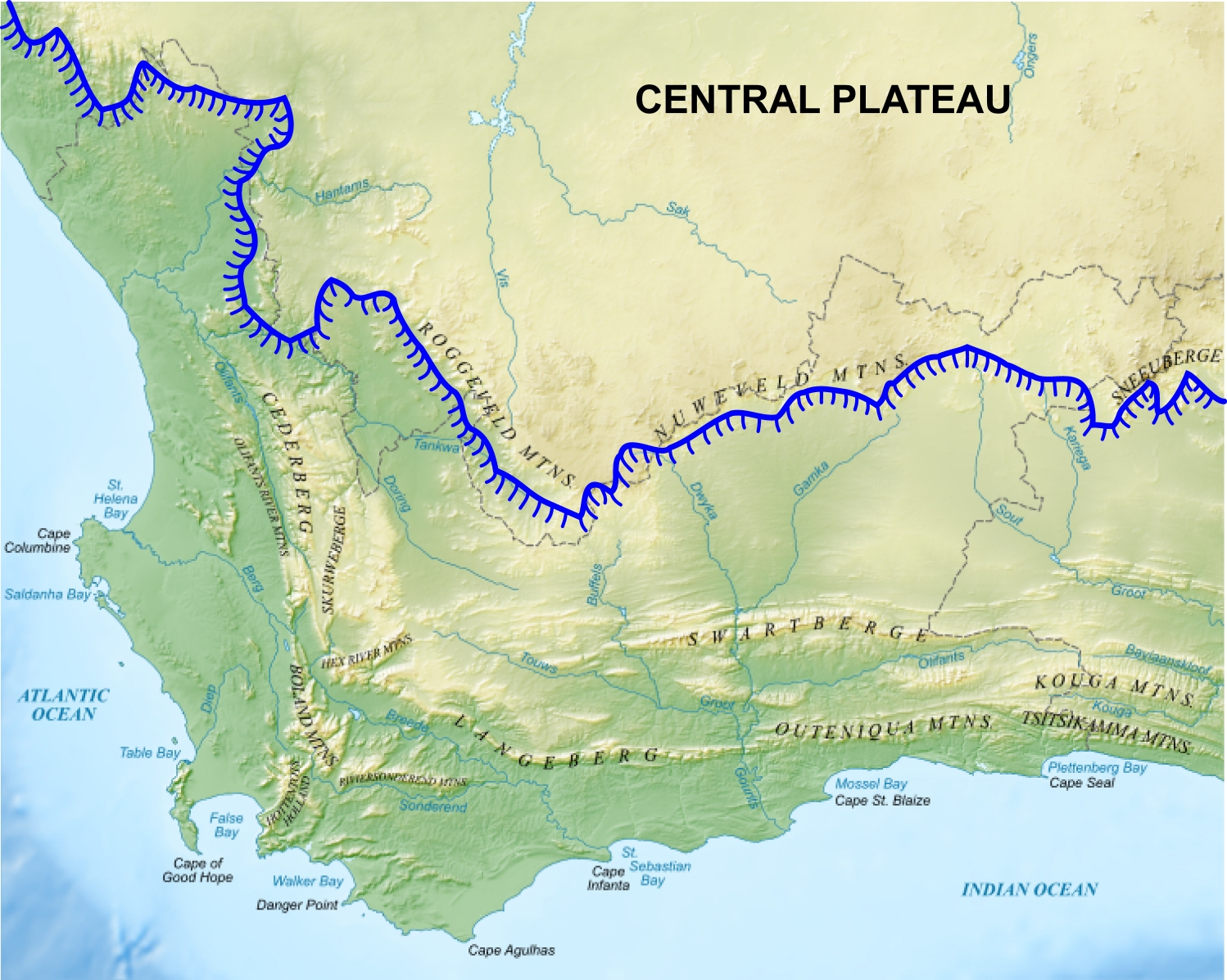
西開普省地形图。蓝色锯齿标出大陡崖（包括）不是开普褶皱带的一部分。而图中标出的大陡崖以南的山脉在地理上都属于开普褶皱带。其一直延伸至地图东沿更往东150km的伊莉莎白港。

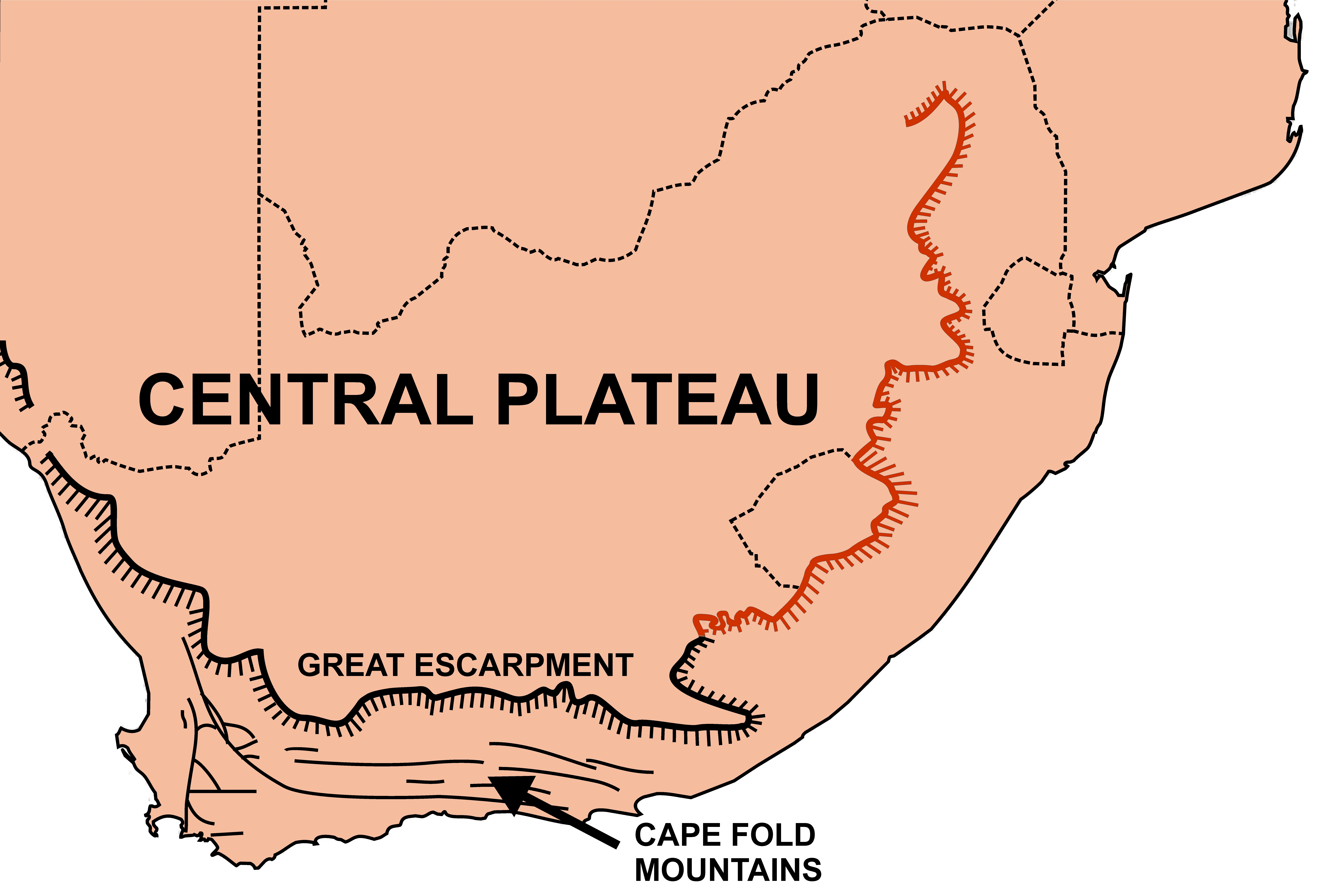
南非地形分区简图。大陡崖是中央高原的边界，已经南边黑色实现表示的开普褶皱带。图中红色显示的大陡崖部分又称为德拉肯斯堡山脉。

开普褶皱带是位于南非南部一系列的褶皱山带，其地层形成于晚古生代，彼时的冈瓦纳大陆。它本来与阿根廷布兰卡港地区的本塔納山脈、南极洲的埃爾斯沃思山脈以及澳大利亚东部的亨特-鲍文连续造山运动痕迹是连续一体的。形成褶皱山带的岩石主要为砂岩和页岩，其中河谷处为页岩，而平行山脉，包括开普半岛由抗侵蚀的砂岩构成。这些平行山脉又称开普山脉，最高处海拔2325 m，也是西开普省的最高点。该褶皱带影响南非西南部的开普超群的沉积岩地层顺序。
开普褶皱带由一系列的平行山脉构成，西至開普半島，东至伊莉莎白港，延伸850 km。